# Tân Di Ổ
Tân Di Ổ (sinh ngày 9 tháng 8 năm 1981) tên thật là Tưởng Xuân Linh, là một nhà văn nữ thuộc dòng văn học hiện đại người Trung Quốc. Cô nổi tiếng với các tác phẩm viết về tuổi thanh xuân.

## Tiểu sử
Tân Di Ổ là nhà văn toàn thời gian và là cây bút chủ lực ký hợp đồng với công ty Cổ phần Phát triển Văn hóa Bắc Kinh Thời đại Bạch Mã (北京白马时光文化发展有限公司). Cô cũng là một trong số những tác giả đi đầu của dòng văn học trẻ với tiểu thuyết tình cảm Gửi thời thanh xuân đã qua của chúng ta và nhiều tác phẩm khác đều lọt vào danh sách các tác phẩm bán chạy của Nagai, được dựng thành phim điện ảnh và phim truyền hình cùng tên. Doanh số thu về từ các tác phẩm của cô đều vượt mức 3 triệu nhân dân tệ.

## Bút danh
Tân Di Ổ thực ra là tên một bài thơ nổi tiếng của nhà thơ Vương Duy. Do nhà văn cảm thấy rất thích bài thơ này nên đã lấy tên bài thơ làm bút danh của mình. 

#### 辛夷塢
木末芙蓉花，
山中發紅萼。
澗戶寂無人，
紛紛開且落。

| Dịch thơ Tân di ổ Mộc mạt phù dung hoa, Sơn trung phát hồng ngạc. Giản hộ tịch vô nhân, Phân phân khai thả lạc. | Dịch nghĩa Thung lũng mộc lan Đoá đoá hoa phù dung, Nảy hồng trong hốc động. Bên khe nhà vắng người, Cứ nở ra rồi rụng. |

## Tác phẩm
- 2007: Bình minh và Hoàng hôn (晨昏)
- 2007: Hóa ra anh vẫn ở đây (原来你还在这里)
- 2007: Gửi thời thanh xuân sẽ qua của chúng ta (致我们终将逝去的青春)
- 2008: Ánh trăng không hiểu lòng tôi (山月不知心底事)
- 2008: Cho anh nhìn về em (许我向你看)
- 2010: Anh vẫn đợi em trong ký ức (我在回忆里等你)
- 04/2011: Phù thế phù thành (浮世浮城)
- 11/2011: Hóa ra anh vẫn ở đây (tái bản)
- 2012: Thực tâm giả (蚀心者) (tên khác Ngoảnh lại hoá tro tàn)
- 2014: Ngày đã hứa (应许之日)
- 2015: Chúng ta (我们)